# Друга битва за Тиргу-Фрумос
Друга битва за Тиргу-Фрумос (2 — 8 травня 1944) — бойові дії військ 2-го Українського фронту генерал-полковника І.Конєва під час першої Яссько-Кишинівської операції на Східному фронті Другої світової війни у травні 1944 року.

## Історія

### Передумови
Протягом квітня 1944 року Червона армія провела низку наступальних операцій, у тому числі в секторі Ясси. Німецько-румунські сили успішно захищалися від спроби радянських військ 2-го Українського фронту прорватися вглиб Румунії.

### Склад сторін

#### СРСР
- 2-й Український фронт (командувач генерал-полковник І.Конєв)

Головне ударне угруповання
- - 27-ма армія (командувач генерал-лейтенант С.Трофименко)
    - 35-й гвардійський стрілецький корпус
    - 33-й стрілецький корпус

  - 40-ва армія (командувач генерал-лейтенант П.Жмаченко)
    - 50-й стрілецький корпус
    - 51-й стрілецький корпус
    - 104-й стрілецький корпус

  - 2-га танкова армія (командувач генерал-лейтенант танкових військ С.Богданов)
    - 3-й танковий корпус
    - 16-й танковий корпус

Допоміжне ударне угруповання
- - 6-та гвардійська танкова армія (командувач генерал-лейтенант танкових військ Кравченко А. Г.)
    - 5-й механізований корпус
    - 5-й гвардійський танковий корпус

  - 52-га армія (командувач генерал-лейтенант Коротеєв К. А.)
    - 78-й стрілецький корпус
    - 73-й стрілецький корпус

#### Країни Осі

##### Німеччина
- Група армій «Південна Україна» (командувач генерал-полковник Фердинанд Шернер)
  - 8-ма польова армія (командувач генерал від інфантерії Отто Велер)
    - LVII танковий корпус (командир генерал танкових військ Фрідріх Кірхнер)
      - панцер-гренадерська дивізія «Гроссдойчланд» (командир генерал-лейтенант Гассо фон Мантойфель)
      - 23-тя танкова дивізія (командир генерал-майор Евальд Кребер)
      - 3-тя танкова дивізія СС «Тотенкопф» (командир СС-группенфюрер Герман Прісс)

    - IV армійський корпус (командир генерал від інфантерії Фрідріх Міт)
      - 46-та піхотна дивізія (командир генерал від інфантерії Курт Репке)
      - 24-та танкова дивізія (командир генерал-лейтенант Максиміліан фон Едельсхайм)

##### Румунія
- 4-та армія (командувач корпусний генерал Й.Раковіце)
  - 1-й армійський корпус
  - 4-й армійський корпус
  - 1-й авіаційний корпус

### Хід битви
Друга битва за Тиргу-Фрумос являла собою декілька напружених за характером дій сутичок танкових військ вермахту, зокрема дивізій «Гроссдочланд» та 24-ї танкової, які активними маневровими діями та контратаками намагалися відбити наступ підрозділів 16-го танкового корпусу 2-ї танкової армії, що намагалися прорватися на південь.
Незважаючи на початкові успіхи радянських атак, серія німецьких контратак зуміла зупинити наступ радянських військ. Вмілі дії вермахту значно знизили бойовий потенціал радянських військ, зірвавши їхнє прагнення прорватися крізь перший рубіж оборони німецько-румунських військ, отже подальше просування на Румунію стало неможливим. За три дні боїв LVII танковий та IV армійський корпуси вермахту спромоглися знищити понад 350 радянських танків, близько 100 із них підбили солдати 24-ї танкової дивізії. Під час боїв за Тиргу-Фрумос Гассо фон Мантойфель, командир дивізії «Гроссдойчланд», вперше зіткнувся з новим радянським танком ІС.

### Підсумки
Події першої Яссько-Кишинівської операції, зокрема другої битви за Тиргу-Фрумос, практично не знайшли відображення у радянській та пізніше у російській військово-історичній літературі й досі є спірними. Бойові дії, що відбувалися протягом весни 1944 року на цьому напрямку, описувалися як бої місцевого значення. Втім для реалізації завдань цього наступу командування Червоної армії залучало значні ресурси, у тому числі в боях у південно-східній Румунії брало участь дві танкові армії. У травні 1944 року з'єднання 7-ї гвардійської і 5-ї гвардійської танкової армій безуспішно намагалися прорвати другу смугу ворожої оборони, а війська 2-ї танкової армії, що наступали без належної взаємодії з 27-ю армією, змогли прорватися до міста Тиргу-Фрумос, однак контрударом противника були відкинуті у вихідне положення. 6 травня обидві танкові армії, зазнавши великих втрат, були виведені з бою.
До цього часу стало ясно, що прорвати оборону противника наявними силами і виконати визначені завдання 2-й Український фронт не в змозі. Тому 6 травня 1944 року Ставка ВГК наказала 2-му і 3-му Українським фронтах перейти до оборони на досягнутих рубежах.